# Патлађанка (Тулћа)
Патлађанка (рум. Pătlăgeanca) насеље је у Румунији у округу Тулћа у општини Чаталкиој. Oпштина се налази на надморској висини од 3 m.

## Становништво
Према подацима из 2002. године у насељу је живело 204 становника.

### Попис2002.
| Расподела становништва по националности 2002.‍ | Расподела становништва по националности 2002.‍ | Расподела становништва по националности 2002.‍ | Расподела становништва по националности 2002.‍ | Расподела становништва по националности 2002.‍ |
| --------------------------------------------- | --------------------------------------------- | --------------------------------------------- | --------------------------------------------- | --------------------------------------------- |
|                                               |                                               |                                               |                                               |                                               |
| Румуни                                        | Румуни                                        |                                               | 184                                           | 90,2%                                         |
| Руси                                          | Руси                                          |                                               | 20                                            | 9,8%                                          |